# Branquiürs
|  | No s'ha de confondre amb Brachyura. |

Els branquiürs (Branchiura) són una subclasse de crustacis maxil·lòpodes que inclouen 166 espècies en un sol ordre, els arguloides (Arguloida), i una sola família, els argúlids (Argulidae), amb cinc gèneres.
Molts braquiürs són ectoparàsits de peixos marins i d'aigua dolça, per bé que es poden trobar algunes espècies de vida lliure. A diferència dels copèpodes, a més de l'únic ull fusionat, tenen dos ulls simples a cada banda del cap.
Els paràsits solen fixar-se sobre les brànquies d'un peix, a vegades en quantitats tan grans que poden matar l'hoste. Les mandíbules estan reduïdes, presenten vores esmolades i estan allotjades dins d'un aparell en forma d'estilet anomenat probòscide, i els apèndixs estan reduïts. A diferència dels copèpodes paràsits, els branquiürs no recuperen la seva forma lliure un cop han començat la fase parasitària fins al final de la seva vida, a l'època de l'aparellament.

## Classificació
Segons Martin i Davis (2001), els branquiürs es classifiquen de la següent manera:
Subclasse Branchiura Thorell, 1864
- Ordre Arguloida Yamaguti, 1963
  - Família Argulidae Leach, 1819
    - Gènere Argulus Müller O. F., 1785
    - Gènere Binoculus Geoffroy St. Hilaire, 1762
    - Gènere Chonopeltis Thiele, 1900
    - Gènere Dipteropeltis Calman, 1912
    - Gènere Dolops Audouin, 1837